# John W. N. Watkins

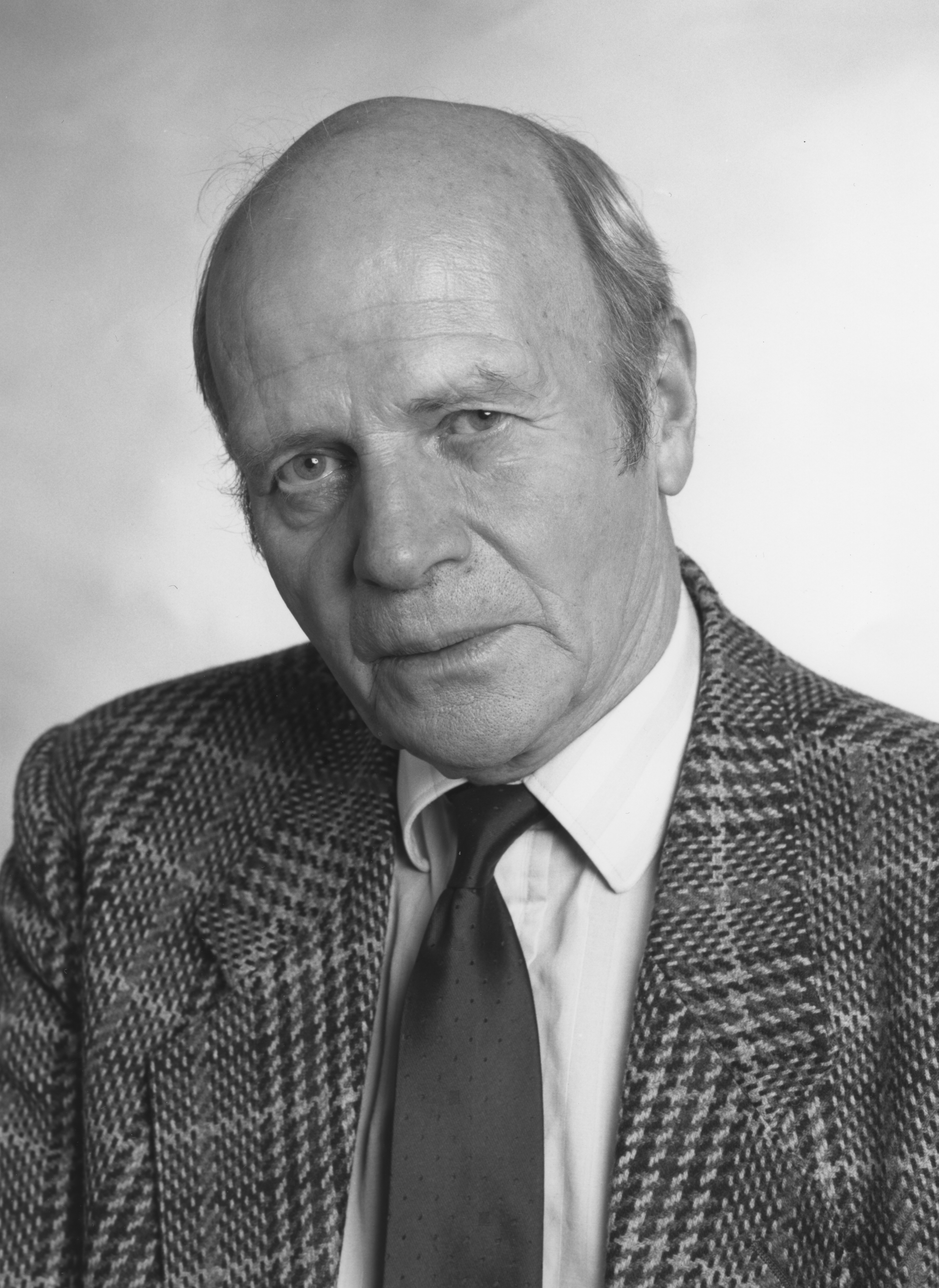
John W. N. Watkins

John William Nevill Watkins (* 31. Juli 1924 in Woking, Surrey; † 26. Juli 1999 in Salcombe, Devon) war ein englischer Politikwissenschaftler, Philosoph und Wissenschaftstheoretiker sowie ein prominenter Vertreter des kritischen Rationalismus. Von 1950 – zunächst als Dozent, dann als Professor seit 1966 – bis zu seiner Emeritierung 1989 lehrte er an der London School of Economics and Political Science.

## Leben

### Kriegsdienst
1941, mit 17 Jahren, schloss er die Ausbildung am Britannia Royal Naval College in Dartmouth ab und diente anschließend in der britischen Kriegsmarine. Dabei fuhr er auf Zerstörern, die sowjetische Konvois und auch jenes Kriegsschiff eskortierten, mit dem Winston Churchill aus Marrakesch zurückgebracht wurde. 1944 wurde er mit dem Distinguished Service Cross (DSC) ausgezeichnet, nachdem er einen deutschen Zerstörer vor der französischen Küste torpediert hatte.

### Studium
Unter dem Einfluss des Buches The Road to Serfdom (1944) von Friedrich August von Hayek entschloss er sich zum Studium an der LSE, wo Hayek lehrte. Dort machte er mit Auszeichnung einen Abschluss im Fach Politikwissenschaft; anschließend ging er mit einem Henry-Ford-Stipendium nach Yale, wo er 1950 den MA erwarb.

### Lehrtätigkeit und Werk
An der LSE lernte Watkins Karl Popper kennen, dessen Schüler er bald wurde. 1958 wechselte er als Dozent vom Fachbereich Politikwissenschaft zum Fachbereich Philosophie, an dem von 1960 an auch Imre Lakatos tätig war. Watkins und Lakatos gaben das British Journal for the Philosophy of Science heraus, und Watkins war von 1972 bis 1975 Präsident der British Society for the Philosophy of Science. 1970 folgte er Karl Popper auf dessen Lehrstuhl nach.
Im Rahmen der direkten Konfrontation zwischen Thomas S. Kuhn und Karl Popper bei einem Symposium am 13. Juli 1965 in London zum Thema Criticism and the Growth of Knowledge (Kritik und Erkenntnisfortschritt) vertrat Watkins in seiner Antwort auf Kuhns Einleitungsreferat den Standpunkt des Popperschen Falsifikationismus gegen die Kuhnsche Auffassung von der Struktur wissenschaftlicher Revolutionen („Paradigmenwechsel“). Den prinzipiellen Unterschied zwischen beiden Positionen umriss er wie folgt:

„[Kuhn hält] die wissenschaftliche Gemeinschaft für eine ihrem Wesen nach geschlossene Gesellschaft, die nur zeitweise durch kollektive Nervenzusammenbrüche erschüttert wird, worauf jedoch der geistige Einklang bald wiederhergestellt wird. Dagegen soll nach Poppers Ansicht die wissenschaftliche Gemeinschaft eine offene Gesellschaft sein, und sie ist es auch in der Tat in bedeutendem Maße; eine offene Gesellschaft also, in der keine Theorie – auch wenn sie vorherrschend und erfolgreich ist –, kein ‚Paradigma’, um Kuhns Terminus zu benützen, jemals heilig ist.“

Watkins’ in der Fachwelt viel beachtete Veröffentlichungen widmeten sich dem Einfluss der Metaphysik auf die Wissenschaft, dem Methodologischen Individualismus und den Methoden historischer Erklärung. 1965 publizierte er das Buch Hobbes’s System of Ideas (Hobbes’ Ideensystem); in diesem Werk weist er nach, dass Thomas Hobbes’ politische Theorie seinen philosophischen Ideen folgt. Als Watkins’ bedeutendstes Werk gilt das 1984 publizierte Buch Science and Scepticism (Wissenschaft und Skeptizismus) – ein Versuch, „dort Erfolg zu haben, wo Descartes scheiterte“ und aufzuzeigen, wie die Wissenschaft angesichts des Skeptizismus bestehen kann. In seinem Buch Human Freedom after Darwin (Menschliche Freiheit nach Darwin), das 1999 posthum veröffentlicht wurde, wandte er sich noch einmal einem Problem zu, das ihn schon lange beschäftigt hatte.
Nach seiner Emeritierung 1989 spielte Watkins eine führende Rolle bei der Schaffung des Lakatos Award, mit dem herausragende Leistungen auf dem Gebiet der Wissenschaftsphilosophie ausgezeichnet werden und zugleich das Andenken von Watkins’ früh verstorbenem Kollegen Imre Lakatos geehrt wird.
Am 26. Juli 1999, elf Wochen nach Abschluss des Manuskripts von Human Freedom after Darwin, starb Watkins an einem Herzschlag beim Segeln mit seinem Schiff Xantippe auf dem Kingsbridge Estuary, South Hams District, Grafschaft Devon.

### Familie
Seit 1952 war er verheiratet mit Micky Roe. Das Paar hatte einen Sohn und drei Töchter.

## Nachrufe
- Alan Musgrave: Obituary: Professor John Watkins. In:  The Independent, 5. August 1999
- J. Worrall: Obituary. John Watkins (1924–1999) In:  British Journal for the Philosophy of Science 50 (4), S. 787–789.

## Veröffentlichungen (Auswahl)

### Bücher
- Hobbes’s System of Ideas: A Study in the Political Significance of Philosophical Theories. London 1965 (Hutchinson); Nachdruck 1989 als LSE reprint, ISBN 978-0-566-07038-9
- Freiheit und Entscheidung. Tübingen 1978 (Mohr), ISBN 3-16-540652-9
- Science and Scepticism. Princeton 1984 (Princeton University Press), ISBN 978-0-09-158010-0
- Wissenschaft und Skeptizismus. Tübingen 1992 (Mohr), ISBN 3-16-945139-1
- Human Freedom after Darwin: A Critical Rationalist View. London 1999 (Open Court), ISBN 0-8126-9407-4

### Aufsätze
- Against ‘Normal Science’. In Imre Lakatos, Alan Musgrave (Hrsg.): Criticism and the Growth of Knowledge. Cambridge University Press, London 1970, ISBN 0-521-07826-1, S. 25–37.
- Ideal Types and Historical Explanation. In: Alan Ryan (Hrsg.): The Philosophy of Social Explanation. Oxford University Press, London 1973, ISBN 0-19-875025-0, S. 82–104.
- The Unity of Popper’s Thought. In: Paul A. Schilpp (Hrsg.): The Philosophy of Karl Popper, Book I. La Salle, Illinois 1974 (Open Court), ISBN 0-87548-141-8, S. 371–412.